# 3242 Bakhchisaraj
3242 Bakhchisaraj è un asteroide della fascia principale. Scoperto nel 1979, presenta un'orbita caratterizzata da un semiasse maggiore pari a 2,6788603 UA e da un'eccentricità di 0,1613133, inclinata di 12,36727° rispetto all'eclittica.